# In the now
In the now is een studioalbum van Iain Matthews en Egbert Derix. De twee musici trekken de laatste jaren voor dit album samen op. De titel In the now staat haaks om het centrale thema van dit album, terugkijken. Matthews keek terug naar zijn terugkeer uit de Verenigde Staten naar Europa. Hij voelde zich Europeaan, maar zag in, dat de Verenigde Staten meer invloed op hem had uitgeoefend, dan hij wilde toegeven. Sommige teksten en muziek dateren vanuit de jaren ’00 van de 21e eeuw.
Het album is opgenomen de The Tiendschuur in Horst (Limburg) en Leon’s Farm in Boekend. De heren zaten vijf dagen in de geluidsstudio.  

## Musici
- Iain Matthews – zang
- Egbert Derix – piano, melodica
- Norbert Leurs – contrabas
- Jasper van Houten – slagwerk, percussie
- Leo Janssen – tenorsaxofoon
- Tom Engels – elektrische gitaar
- Limburgs Strijkkwartet (opgenomen in mei-september 2011) :
  - Michel Awouters, Veronique Henderix – viool
  - Cecilia Awouters – altviool
  - Bert Maesen – cello

## Muziek
| Nr. | Titel                            | Duur |
| --- | -------------------------------- | ---- |
| 1.  | Buddha dials your number         |      |
| 2.  | Jewel of illusion                |      |
| 3.  | When the Floyd were on the prowl |      |
| 4.  | Restless wings                   |      |
| 5.  | Monkisms                         |      |
| 6.  | Pebbles in the road              |      |
| 7.  | Joy mining                       |      |
| 8.  | Be small                         |      |
| 9.  | Gone is gone                     |      |